# Dragan Mance
Dragan Mance (Belgrado, 26 settembre 1962 – 3 settembre 1985) è stato un calciatore serbo, di ruolo attaccante.
Nel tentativo di scansare una donna in strada, sterzò improvvisamente con la sua auto andandosi a schiantare su un palo morendo sul colpo.

## Palmarès

### Club

#### Competizioni nazionali
- Campionato jugoslavo: 1

Partizan: 1982-1983